# Leiurus nigerianus
Espèce
Leiurus nigerianus est une espèce de scorpions de la famille des Buthidae.

## Distribution
Cette espèce est endémique de l'État de Zamfara au Nigeria. Elle se rencontre vers Kaura Namoda.

## Description
Le mâle holotype mesure 39,7 mm.

## Étymologie
Son nom d'espèce lui a été donné en référence au lieu de sa découverte, le Nigeria.

## Publication originale
- Lourenço, 2021 : « A new species of Leiurus Ehrenberg (Scorpiones: Buthidae) from Nigeria, with extension of the distribution range of the genus to the Southwestern portion of the African continent. » Serket, vol. 18, no 1, p. 1-10.